# Трг хероја
Трг хероја (мађ. Hősök tere) је један од главних тргова у Будимпешти, Мађарска. Налази се у XIV округу. Лежи на крају Андраши булевара (са којим чини део светске баштине), одмах поред Градског парка.
Прилаз градском парку формирају две важне грађевине, Музеј лепих уметности са леве и Палата уметности са десне стране. Други крај трга се наставља у Андраши булевар чији почетак означавају две грађевине које затварају трг - једна стамбена зграда и српска амбасада.
Споменик миленијуму је централни део трга и обележје Будимпеште, са статуама вођа седам племена која су основала Мађарску, а ту су и друге статуе са битним личностима из мађарске историје. Изградња меморијала је започета за прославу хиљадите годишњице државе (1896), али је завршен тек 1929. када је добио име.
Дана 16. јуна 1989. око 250 000 људи се окупило на историјској поновној сахрани Имреа Нађа, који је био убијен 1958.
Трг је такође једна од станица метроа на линији М1.

## Миленијумски споменик
Ово је листа битних личности мађарске историје чије се статуе поређане у полукружној аркади око споменика:
- Стефан I Угарски
- Ладислав I
- Коломан
- Андрија II
- Бела IV
- Карло Роберт
- Лајош I Анжујски
- Јанош Хуњади
- Матија Корвин
- Стефан Бочкај
- Габор Бетлен
- Имре Текели
- Ференц II Ракоци
- Лајош Кошут

- Габор Бетлен
- Јанош Хуњади
- Андрија II
- Ференц II Ракоци
- Бела IV
- Лајош Кошут
- Матија Корвин
- Арпад